# Førerbunkeren
Førerbunkeren (tysk Führerbunker) var under 2. verdenskrig et stort tilflugtsanlæg i tilknytning til Rigskancelliet i Berlin. Den var bygget specielt for at beskytte Adolf Hitler og hans nærmeste medarbejdere, og det var i dette anlæg, Hitler tilbragte sine sidste dage og begik selvmord 30. april 1945.
Anlægget var stort, med soverum, opholds- og spiserum og kontorer for dele af partieliten og andre nøglepersoner. Det øvre af de to niveauer lå omkring 8,2 meter under jorden, og under dette var et niveau, hvor Hitlers personlige område befandt sig. Dette bestod af 17 små rum, og ud over Hitler opholdt blandt andre Eva Braun, Joseph Goebbels med familie og Ludwig Stumpfegger sig dér.
Der var adgang til bunkeren både fra den nye kancellibygning og fra kancellihaven.
Under 2.verdenskrig opholdt Hitler sig for det meste i Berghof eller Ulveskansen. 
Da man fra officiel tysk side ikke ønsker, at førerbunkeren skal blive et monument for yderligtgående grupper, er bunkeren ikke indrettet som turistattraktion. I stedet henligger den under en parkeringsplads midt i Berlin.
Efter sigende skulle bunkeren være oversvømmet af vand, og nogle steder er loftet faldet sammen.

## Til stede i bunkeren mellem 12. april og 1. maj 1945
| Navn                                 | Rang/titel                                     | Opgave                                                                    | Endeligt |
| Albrecht Georg Haushofer             | SS-Brigadeführer                               |                                                                           | |
| Arthur Axmann                        | Reichsjugendführer                             | Leder for Hitlerjugend                                                    | Arresteret i britisk zone i slutningen af 1945, dømt til tre års fængsel                                                             |
| Hans Baur                            | SS-Gruppenführer                               | Hitlers personlige pilot                                                  | |
| Georg Beetz                          | SS-Standartenführer                            | Hitlers personlige andenpilot                                             | |
| Nicholaus von Below                  | Oberst                                         | Hitlers kontakt i kancelliet, assistent for general Burgdorf              | |
| Gerhard Boldt                        | Kaptajn                                        | Assistent for major Freytag-Loringhoven                                   | |
| Martin Bormann                       |                                                | Hitlers assistent                                                         | Antaget dræbt udenfor bunkeren |
| Eva Braun                            |                                                | Hitlers elskerinde; de giftede sig 29. april                              | Begik selvmord i bunkeren 30. april                                                                                                  |
| Wilhelm Burgdorf                     | General                                        | Wehrmacht-adjudant ved Førerhovedkvarteret                                | Begik selvmord i bunkeren |
| Gerda Christian                      |                                                | Hitlers sekretær                                                          | Overlevede og kom til München, afhørt af amerikanerne, men ikke fængslet                                                             |
| Hermann Fegelein                     | SS-Gruppenführer                               | Eva Brauns svoger                                                         | Henrettet for faneflugt |
| Bernd von Freytag-Loringhoven        | Major                                          | Adjudant for general Krebs                                                | |
| Paul Joseph Goebbels                 | Minister for offentlig oplysning og propaganda | Fører mellem Hitlers og sin egen død                                      | Begik selvmord i bunkeren |
| Magda Goebbels                       |                                                | Joseph Goebbels' kone                                                     | Begik selvmord i bunkeren |
| Goebbelsbørnene                      |                                                | Joseph og Magda Goebbels` seks børn                                       | Dræbt af forældrene i bunkeren |
| Otto Günsche                         | SS-Sturmbannführer                             | Hitlers SS-adjudant                                                       | Fanget af russerne i Berlin kort efter flugt fra bunkeren, mange år i fangenskab, løsladt 1956, død 2003                             |
| Walther Hewell                       |                                                | von Ribbentrops personlige kontaktofficer                                 | |
| Adolf Hitler                         | Fører                                          |                                                                           | Begik selvmord i bunkeren |
| Peter Högl                           | SS-Standartenführer                            | Assistent for SS-Brigadeführer Rattenhuber                                | |
| Willi Johannmeier                    | Major                                          | Wehrmacht-attaché til Førerhovedkvarteret, assistent for general Burgdorf | |
| Gertrud el. Traudl Junge             |                                                | Hitlers sekretær                                                          | Død 2002 |
| Hermann Karnau                       |                                                | Sikkerhedsvagt                                                            | |
| Erich Kempka                         | SS-Sturmbannführer                             | Hitlers personlige chauffør                                               | |
| [[Hans Krebs (general]\|Hans Krebs]] | General                                        | Stabschef                                                                 | Begik selvmord i bunkeren |
| Else Krüger                          |                                                | Martin Bormanns sekretær                                                  | |
| Heinz Linge                          | SS-Sturmbannführer                             | Hitlers kammertjener                                                      | Forlod bunkeren og blev hurtigt arresteret og fængslet af russerne, løsladt i 1955, døde i 1980 i Bremen                             |
| Heinz Lorenz                         |                                                | Propagandaministeriets presserepræsentant                                 | |
| Erich Mansfeld                       | SS-Hauptscharführer                            | Sikkerhedsvagt                                                            | |
| Manzialy                             |                                                | Hitlers vegetarkok                                                        | |
| Heinz Matthiesing                    |                                                | Assistent for von Below                                                   | |
| Theodor Morell                       |                                                | Hitlers personlige læge                                                   | Goebbels flyttede ind i hans rum. M. forlod Berlin i et af de sidste fly fra byen 22. april 1945. Døde 1948 i nærheden af Tegernsee. |
| Willi Otto Müller                    |                                                | Rigskancelliets skrædder                                                  | |
| Heinrich Müller                      |                                                | Chef for Gestapo                                                          | |
| Werner Naumann                       |                                                | Assistent for Joseph Goebbels                                             | |
| Hilco Poppen                         |                                                | Sikkerhedsvagt                                                            | |
| Johannes Rattenhuber                 | SS-Brigadeführer                               | Chef for Hitlers livvagt                                                  | |
| G.A.W. Schwaegermann                 | SS-Hauptsturmführer                            |                                                                           | |
| Ludwig Stumpfegger                   | Doktor                                         | Hitlers personlige læge                                                   | Dræbt i Berlin maj 1945 |
| Baronesse von Varo                   |                                                |                                                                           | |
| Hans-Erich Voss                      | Admiral                                        | Kontaktofficer for storadmiral Karl Dönitz                                | |
| Helmuth Weidling                     | General                                        | Berlins kommandant                                                        | |
| Wilhelm Weiss                        | Oberstløjtnant                                 | Assistent for general Burgdorf                                            | |
| Wilhelm Zander                       | SS-Standartenführer                            | Martin Bormanns næstkommanderende                                         | |
| Kæledyr                              |                                                |                                                                           | |
| Blondi                               | Schæferhund                                    | Hitlers yndlingshund                                                      | Aflivet i bunkeren |

## Vigtige besøgende mellem 12. april og 1. maj 1945
| Navn                    | Rang/titel                                | Opgave                                                    | Endeligt |
| Eckard Christian        | Generaloberst. (Luftwaffe)                |                                                           | |
| Karl Dönitz             | Storadmiral                               | Statschef efter Hitlers og Goebbels' selvmord             | Idømt 10 års fængsel i Nürnberg, løsladt 1956, døde i 1980. |
| Robert Ritter von Greim | Feltmarskal (Luftwaffe)                   | Sidste feltmarskal udnævnt af Hitler                      | |
| Alfred Jodl             | Generaloberst                             | Chef for stabsledelsen                                    | Henrettet i Nürnberg i 1946. Se Nürnbergprocessen. |
| Wilhelm Keitel          | General                                   | Hitlers militærrådgiver                                   | Henrettet i Nürnberg i 1946. Se Nürnbergprocessen. |
| Hanna Reitsch           | Pilot                                     | Berømt kvindelig testpilot                                | |
| Joachim von Ribbentrop  | Udenrigsminister                          |                                                           | Henrettet i Nürnberg i 1946. Se Nürnbergprocessen. |
| Ernst Günther Schenck   | SA-læge, inspektør i Waffen SS            | Deltog i sammenkomst efter Hitlers bryllup med Eva Braun. | Naturlig død |
| Ferdinand Schörner      | Generalfeltmarskal                        | Øverstkommanderende for den tyske hær                     | Havnede i amerikansk og herefter russisk krigsfangenskab, løsladt i 1955, drog til Vesttyskland, dømt til 4 1/2 års fængsel for krigsforbrydelser dér, løsladt 1963, døde i München i 1973. |
| Albert Speer            | Minister for bevæbning og våbenproduktion | Hitlers chefarkitekt                                      | Idømt 20 års fængsel i Nürnberg, løsladt fra Spandau-fængslet i Berlin i 1966, døde i 1980.                                                                                                 |